# ときめき2泊3日
『ときめき2泊3日』（ときめきにはくみっか）は、一部フジテレビ系列局で放送されたフジテレビ製作の紀行番組。製作局のフジテレビでは1997年10月13日から1998年9月14日まで、毎週月曜 19:00 - 19:54 (JST) に放送。
ローカルセールス枠で放送された番販番組であったため、系列局であっても時差ネットあるいは未放送となった地方局もある。
番組では男性ゲスト1名と女性ゲスト1名がペアを組んで2泊3日の旅をする内容であった。ゲストは番宣や宣伝で出演した俳優や女優、放送当時にワイドショーを賑わせていた人物が出演する事が多かった。

## この番組で旅をした芸能人

### 男性
- 梅宮辰夫
- 大澄賢也
- 郷ひろみ
- 武田鉄矢
- 竹中直人
- 谷村新司
- 羽賀研二
- 柳葉敏郎
- ほか

### 女性
- 天海祐希
- 磯野貴理子
- 神田うの
- 小柳ルミ子
- 篠原涼子
- 田中美佐子
- 中山美穂
- 千秋
- 野村沙知代
- 山咲千里
- ほか

## テーマ曲
- ハートのエースが出てこない（キャンディーズ）

## スタッフ
- 企画：西渕憲司（フジテレビ、#1 - ）→
- 構成：高瀬真尚（ジーワン、#1）、雫弘幸（#7）
- 技術
  - CAM：宮本征治（#1）、道源直孝（#1）、河野宏典（#1）
  - VE：山田秀敏（#1）、杉山圭維（#1）、小林誠（#1）
  - 照明：長谷川和男（#1）
- コーディネーター：北俊彦（#1）
- メイク：児玉紗代子（#1）
- スタイリスト：田中智美（#1）
- オープニングタイトル：井上晃一（ジーワン）
- CG：田中秀幸（フレイムグラフィックス）
- キャラクターデザイン：秋山くぎ(具義)
- 編集：島貫麻理子（#1）
- 整音：川田浩史（#1）
- 音効：花岡英夫（#1）
- 広報：為永佐知男（フジテレビ）
- スチール：石塚一則（#1）
- AD：古俣晋（#1）
- AP：唐木田典子（日本テレワーク、#1）、石川千珠子（日本テレワーク、#1）
- ディレクター：上野修平（日本テレワーク、#1）
- 演出：井上晃一（ジーワン）
- プロデューサー：簾畑健治（日本テレワーク、#1）、小島美佳（ジーワン）、森川真行（ファインエンターテイメント、#7）、川島永次・桐山弘太郎（共にホリプロ、#7）、挾間忠行（ジャパンプロデュース、#19・31・38）
- 技術【※週替わり】：共同テレビジョン、八峯テレビ、プログレッソ、東通
- 制作協力【※週替わり】：日本テレワーク（#1）、ジーワン、ホリプロ、ジャパンプロデュース
- 制作著作：フジテレビ